# Recubrimiento por inmersión

Esquema de un proceso de recubrimiento por inmersión continuo.

El recubrimiento por inmersión es una forma usual de crear thin films en actividades de investigación. Las capas delgadas (thin films) son aplicadas sobre un sustrato plano o cilíndrico. En procesos industriales a menudo se utiliza el recubrimiento mediante rotación.

## Proceso
El proceso de recubrimiento mediante inmersión se realiza en cinco pasos:
- Inmersión: El sustrato es metido dentro de la solución del material de recubrimiento a una velocidad constante (preferiblemente sin sacudidas).
- Comienzo: El sustrato ha pemanecido en la solución por cierto lapso y comienza a ser elevado.
- Deposición: La capa delgada se deposita en el sustrato mientras es extraído de la solución. La extracción se realiza a una velocidad constante para evitar sacudidas. La velocidad determina el espesor de la capa del recubrimiento (una velocidad de extracción mayor produce una capa de recubrimiento más gruesa).
- Drenado: El exceso de líquido drena de la superficie.
- Evaporación: El solvente se evapora del líquido, formando la capa delgada. En el caso de solventes volátiles tales como alcoholes, la evaporación da comienzo durante las etapas de deposición y drenaje.

En un proceso continuo, estos pasos se ejecutan uno luego del otro en forma directa.